# Apollon et Daphné (Le Bernin)
Pour les articles homonymes, voir Apollon et Daphné.
Apollon et Daphné est un groupe statuaire en marbre réalisé en 1622 par Le Bernin, artiste du baroque, pour l'une des nombreuses commandes du cardinal Scipione Caffarelli-Borghese, mécène de l'artiste, afin de décorer sa villa, œuvre qui s'y trouve toujours. Considéré comme l’une des merveilles artistiques de l’époque baroque, il est conservé à la Galerie Borghèse à Rome, avec plusieurs autres exemples des premières œuvres les plus importantes de l'artiste.
La sculpture représente le point culminant de l'histoire d'Apollon et Daphné, telle qu'elle est écrite dans les Métamorphoses d'Ovide, dans laquelle la nymphe Daphné échappe aux avances d'Apollon en se transformant en laurier.

## Histoire
Le groupe à sujet mythologique d'Apollon et Daphné est commandé par le cardinal Scipione Cappellolli-Borghese, neveu de Paul V, au sculpteur Gian Lorenzo Bernini, alors âgé d'une vingtaine d'années. Cette œuvre est la dernière d'une série de quatre œuvres importantes commandées par le cardinal pour sa villa, qui contribuèrent à définir la sculpture baroque avec Énée, Anchise et Ascagne (1619-1620), L'Enlèvement de Perséphone (1621-1622) et David (1623-1624).
Apollon et Daphné est commandé après que le cardinal Borghèse a offert L'Enlèvement de Proserpine au cardinal Ludovico Ludovisi. Par ce geste généreux, le cardinal Borghèse espérait s'attirer les bonnes grâces du neveu préféré du nouveau pape Grégoire XV.
Son exécution commence en août 1622, elle est interrompue à l'été 1623 : en juin, le cardinal Alessandro Damasceni Peretti, le premier commanditaire du David meurt, la commission est reprise par le cardinal Borghèse. Le Bernin se consacre alors à achever ce travail. Après avoir achevé le David en 1624, Le Bernin peut reprendre le travail en avril de la même année, bénéficiant de la collaboration de l'un des membres de son atelier, le sculpteur carrarais Giuliano Finelli, qui intervient dans les parties les plus délicates de l'ouvrage qui montrent la conversion de Daphné d'humain en arbre, en exécutant le feuillage et les racines, les feuilles jaillissant de ses mains et ses cheveux balayés par le vent. Certains historiens de l'art minimisent cependant l'importance de la contribution de Finelli car il ne fait que concrétiser la vision créative du Bernin. Apollon et Daphné est finalement achevé à l'automne 1625, recevant immédiatement un accueil enthousiaste.
Comme pour L'Enlèvement de Proserpine, un cartouche est placé à la base, contenant un distique élégiaque moralisateur de Maffeo Barberini, futur pape Urbain VIII, permettant d'attribuer une signification morale chrétienne à un sujet païen : « Quisquis amans sequitur fugitivae gaudia formae fronde manus implet baccas seu carpit amaras » (« celui qui aime et poursuit les délices de la beauté fugace, remplit sa main de frondes et cueille des baies amères »). Attribuer une valeur morale chrétienne à un sujet païen est une manière de justifier la présence de la statue dans la villa Borghèse.
L'œuvre est déplacée au centre de la salle où elle est conservée dans la Galerie Borghèse par Antonio Asprucci à la fin du XVIIIe siècle. Elle en devient alors le thème, qui reparaît dans la toile au plafond peinte par Pietro Angeletti (1737-1798). À cette occasion, elle est installée sur un nouveau socle avec un deuxième parchemin sculpté en forme d'aigle par Lorenzo Cardelli (1733-1794).

## Sujet

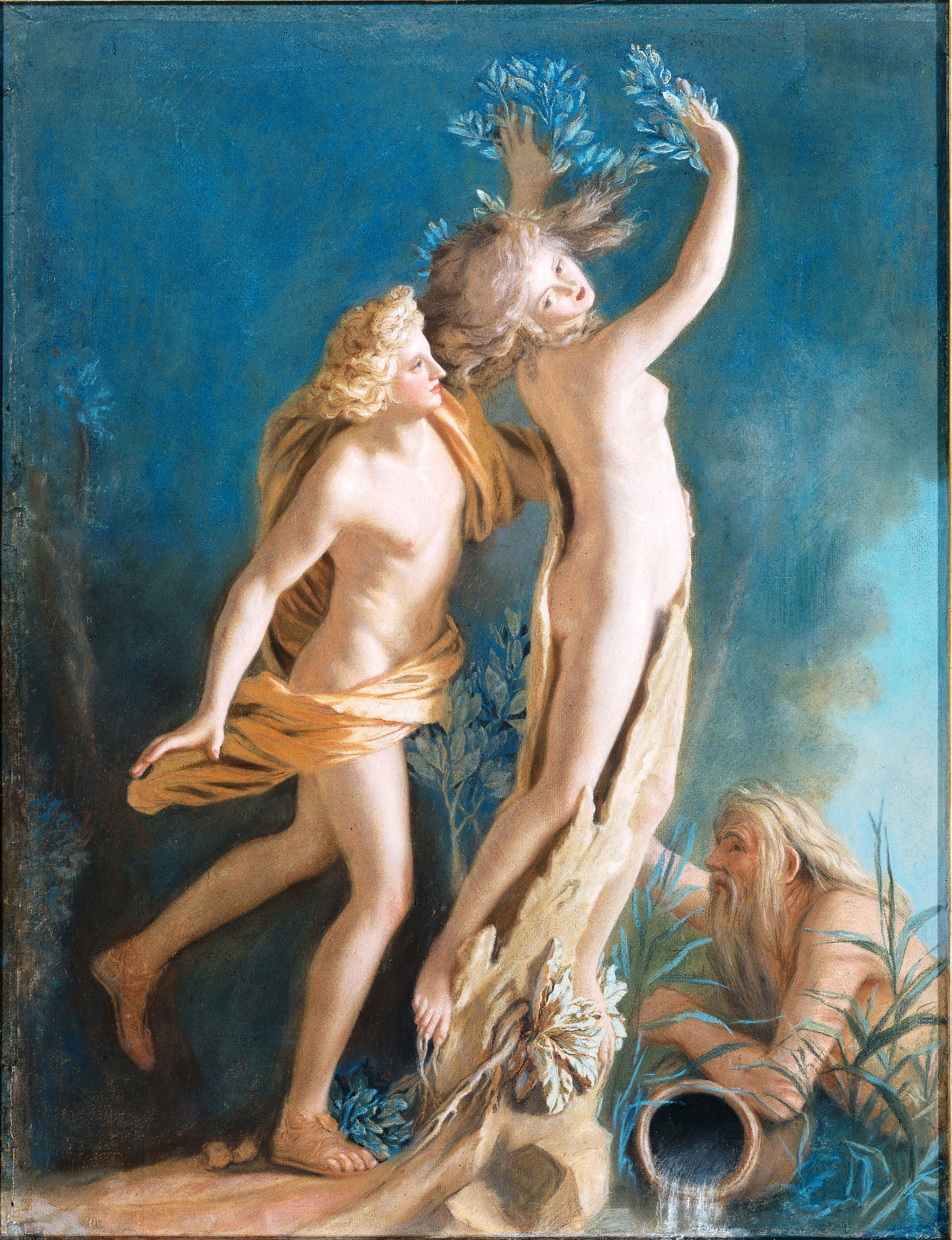
Apollon et Daphné, d'après Le Bernin par Jean-Étienne Liotard, 1736.

Tiré des Métamorphoses d’Ovide, le sujet mythologique met en scène le dieu Apollon et la nymphe Daphné. Daphné est une nymphe, fille du dieu fleuve Pénée. Après avoir tué le serpent Python, Apollon, le dieu grec de la musique et des prophéties, se vante de son exploit auprès de Cupidon, dieu de l'amour, en souriant du fait qu'il n'a jamais accompli d'actes héroïques. Cupidon, dans un mélange de jalousie et d'indignation, jure de se venger. Il prépare  simultanément deux flèches, la première, pointue et dorée, destinée à donner naissance à l'amour, l'autre, en plomb et émoussée, qui tarit l'amour. 
Cupidon lance la flèche d'or vers Apollon et la flèche de plomb vers la nymphe Daphné, et s'ensuit. Dès qu'Apollon voit Daphné, il tombe follement amoureux d'elle ; Daphné, dès qu'elle aperçoit le jeune dieu, fuit, effrayée. Apollon la poursuit ; il est plus rapide que la malheureuse nymphe qui, sur le point d'être violée, une fois arrivée au fleuve Penée, fait une prière désespérée à son père, lui demandant de se transformer en une autre forme pour échapper à la violence du dieu. Sa demande est acceptée : Pénée, pour éviter les rapports sexuels forcés, transforme Daphné en laurier, qui deviendra désormais sacré pour Apollon. 
Le Bernin représente fidèlement le moment même de la transformation de la nymphe en plante. 
On peut voir dans cet ouvrage un intérêt pour la mythologie grecque, mais aussi une volonté, et même une ambition, d'atteindre la perfection des corps des sculptures de l'époque hellénistique, qui se traduit par une grande étude du détail, du mouvement et de l'instant.

« Le trait qui excite l'amour est doré ; la pointe en est aiguë et brillante : le trait qui repousse l'amour n'est armé que de plomb, et sa pointe est émoussée. »

— Ovide, Métamorphoses, I, v. 452 − 567.

## Description

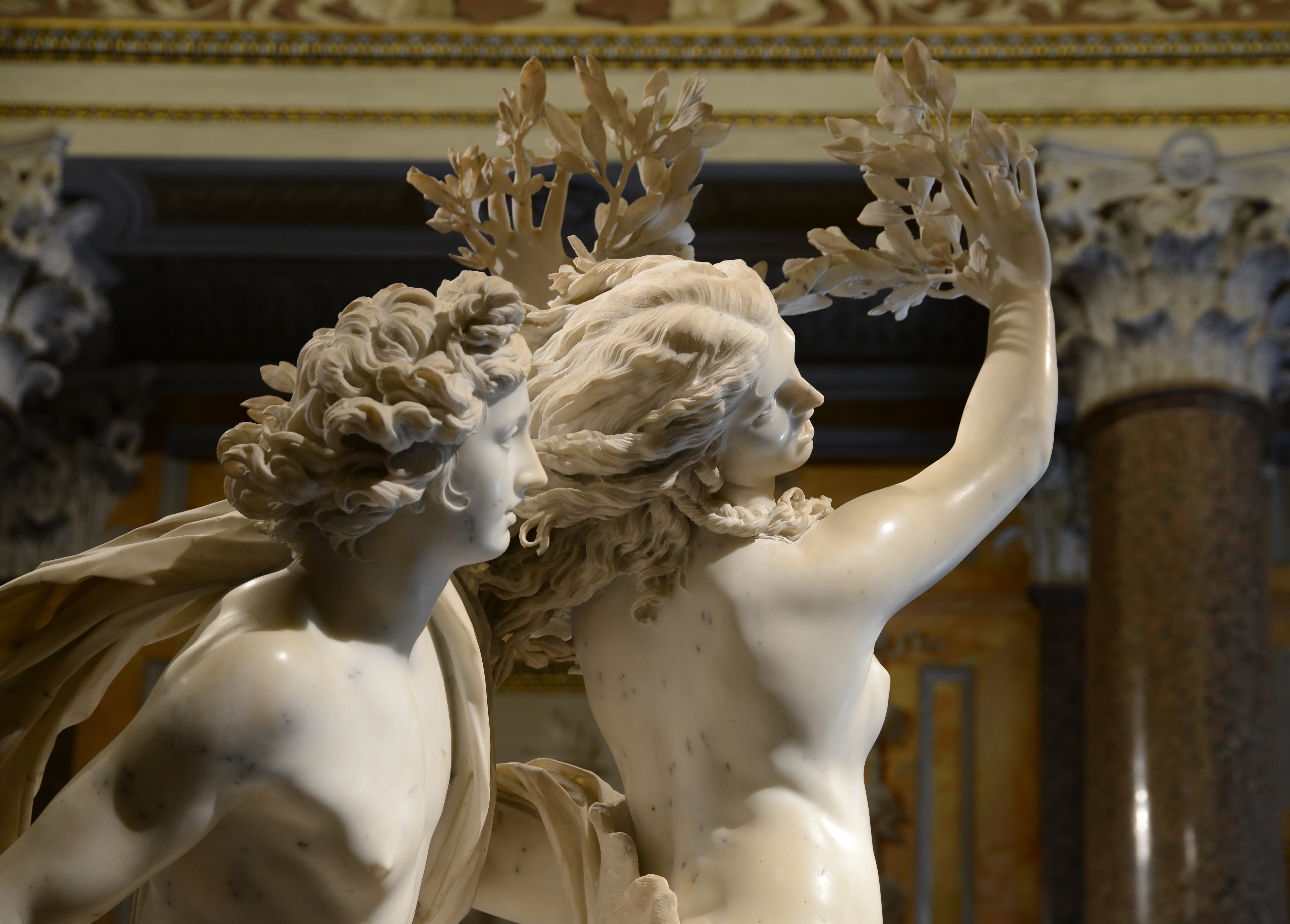
Visages d'Apollon et de Daphné vus de côté.

La scène représente la tentative de rapprochement ; elle est à la fois spectaculaire et effrayante. Apollon est représenté au moment où il termine sa course, rendu avec un dynamisme jusqu'alors inconnu dans la tradition sculpturale. Après une longue poursuite, le dieu pense avoir enfin attrapé Daphné. Il a la main gauche légèrement posé sur ce qu'il pense être sa hanche, peut-être avec l'intention de l'embrasser, mais sa chair se transforme déjà en écorce d'arbre. Apollon, dont le corps est traité anatomiquement en mettant en évidence les muscles et les tendons tendus par l'effort, procède en posant tout son poids sur le pied droit, fermement ancré au sol, tandis que la jambe gauche est levée haut. Son manteau glisse et se gonfle au vent derrière lui ; ses cheveux, organisés en mèches ondulées et nouées, partent en arrière,  traduisant la vitesse à laquelle il a poursuivi la nymphe ; son regard présente une vitalité explosive, suggérée par l'épaisseur des paupières, l'iris enfoncé et la pupille relevée (ainsi il est le seul à être touché par la lumière).
Daphné, pour échapper à la relation forcée, affiche sa nudité contre son gré et se bat pour sa virginité : pour échapper à la violence d'Apollon, la nymphe s'arrête brusquement et courbe son torse en avant, de manière à contrebalancer la poussée du dieu et à pouvoir continuer à fuir. La partie inférieure de son torse ne répond cependant plus à sa volonté. La métamorphose ne fait que commencer : le pied gauche a déjà perdu tout aspect humain, devenant une racine ; il en va de même pour le pied droit, que la malheureuse nymphe tente en vain de soulever, mais qui est au contraire ancré au sol par quelques appendices cylindriques qui poussent à partir des ongles et qui formeront plus tard le système racinaire du laurier. Par le même procédé, l'écorce enveloppe progressivement son corps gracieux, tandis que ses mains, tournées vers le ciel, paumes ouvertes, deviennent déjà des rameaux de laurier. Le visage de Daphné, caractérisé par une bouche entrouverte, révèle des émotions contrastées : la terreur, d'avoir été rejointe par Apollon, mais aussi le soulagement, car elle est consciente de la métamorphose qui vient de commencer et que, par conséquent, son père Pénée a réussi pour réaliser son souhait. Le regard d'Apollon montre une déception douloureuse et étonnée. Selon Ovide, la main d'Apollon pouvait toujours sentir battre son cœur.
Bien que la sculpture puisse être appréciée sous plusieurs angles, elle est conçue avec une face avant et une face arrière. Le Bernin a prévu qu'elle soit vue légèrement depuis la droite, là où l'œuvre devait être visible depuis la porte où elle se trouvait : à l'origine, elle était placée sur une base plus étroite et plus basse contre le mur, près de l'escalier, selon le point de vue progressif que voulait lui donner le sculpteur. En conséquence, toute personne entrant dans la salle, voyait Apollon de dos à la poursuite de la nymphe qui commençait sa métamorphose pour échapper à son agresseur. Regarder la sculpture sous cet angle permet à l'observateur de voir les réactions d'Apollon et de Daphné simultanément, et ainsi de comprendre le récit de l'histoire en un seul coup d'œil, sans avoir besoin de changer de position.

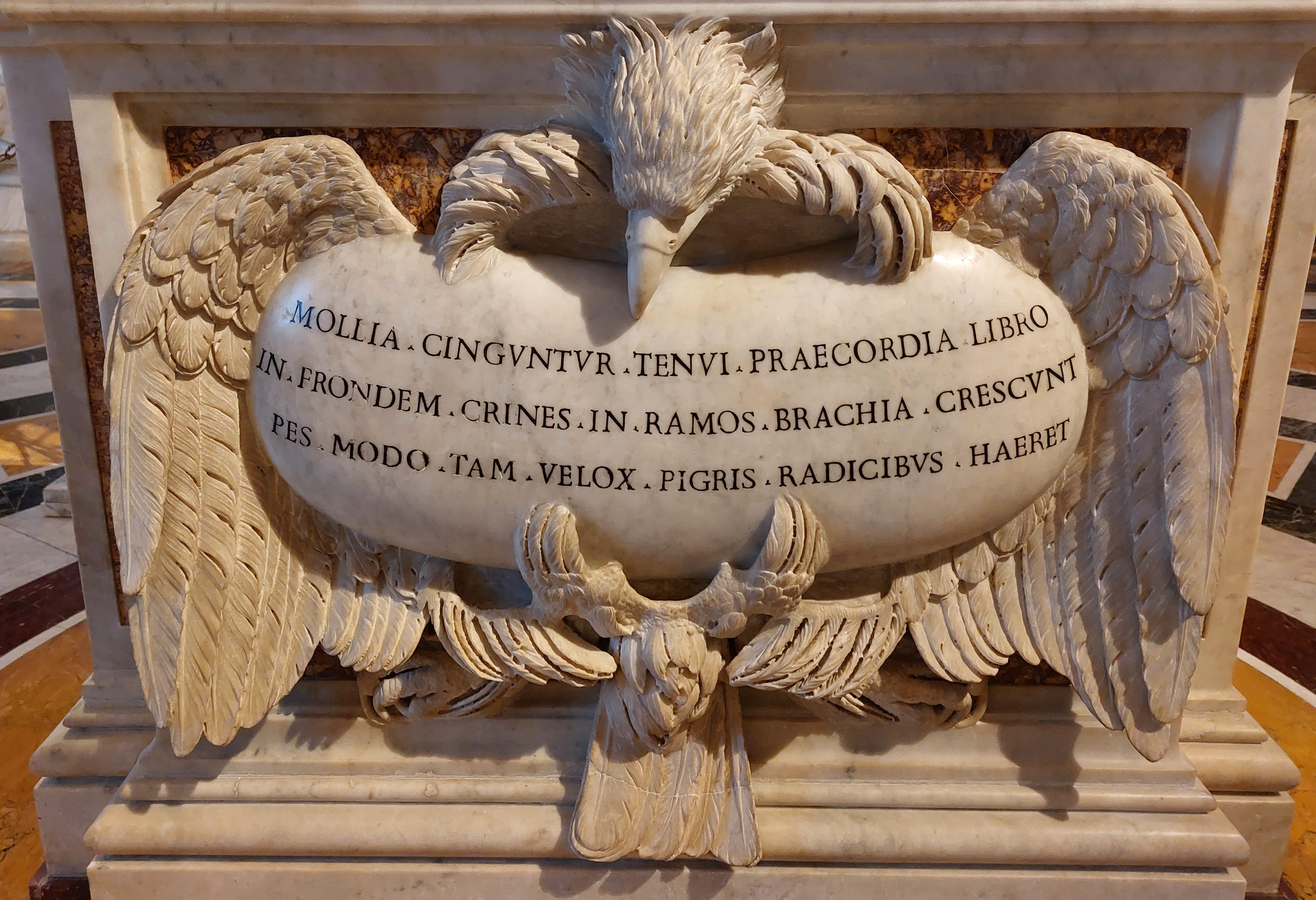
Cartouche.

Vu de gauche, ni le visage, ni une petite partie du corps de Daphné ne sont visibles. Seul un enchevêtrement de cheveux est visible, ainsi que les supports structurels que Le Bernin a intégrés à la sculpture : « les formes solides et entrelacées soigneusement conçues qui se connectent et se soutiennent les unes les autres. » Du côté droit, de nombreux détails semblent être « incroyablement légers et fragiles. » Finalement, la sculpture a été déplacée au milieu de la pièce, d'où elle peut être vue sous tous les angles.

## Analyse
Ce thème est assez souvent représenté en peinture, mais beaucoup moins en sculpture : en mosaïque dans l'Antiquité puis beaucoup en peinture ensuite, la sculpture fait figure d'exception.[réf. souhaitée].
La composition de l’œuvre est hélicoïdale, une composition que Le Bernin utilise fréquemment dans ses œuvres. Il alterne les surfaces rugueuses, polies et ciselées. Toute l’œuvre est traitée avec le même souci du détail, aucune partie n'est laissée brute.
Le pathos de la scène est souligné non seulement par le dynamisme physique et psychologique d'Apollon et Daphné, mais aussi par l'alternance de pleins et de vides, par les jeux d'ombre et de lumière, et par l'attention portée au rendu des surfaces différemment traitées, afin de pouvoir imiter dans une même matière marbrée la rugosité de l'écorce, la consistance rocheuse du sol, la douceur du visage de Daphné et la fraîcheur âpre du feuillage. Les  différentes parties de la sculpture présentent un équilibre parfait, se prolongeant dans l'espace sans compromettre l'équilibre, selon un jeu d'approches et de détachements :  placée sur les deux arcs décrits par Apollon et Daphné, elle donne à l'observateur un sentiment d'harmonie, également dû au rapprochement que le Bernin a fait avec la statuaire hellénistique, notamment avec l'Apollon du Belvédère.
Apollon dispose d’une draperie avec énormément de détails sur les plis très profonds. Le rendu est très réaliste sur les chairs. Sa très fine musculature est légèrement et admirablement marquée.
La posture des corps amplifie le côté dramatique de la scène ; leur torsion est réelle. Apollon qui poursuit la nymphe, est sur le point de l'étreindre et de la posséder. La jambe gauche du dieu est en l’air, ce qui donne la sensation de son élan précipité. De plus le drapé n’est pas collé au corps, donnant ainsi l’impression de flotter, entraîné par la course du dieu. La nymphe, dans un dernier effort pour échapper à l'étreinte, se jette en avant comme pour se rapprocher du ciel. L'ultime saut du désespoir est perceptible par la torsion de tout son corps, les deux bras haut levés et déjà gagnés par la métamorphose en bois et en feuilles de laurier, mélange de chair et de bois génialement concrétisé par l'art du Bernin.
Le traitement des visages montre Daphné effrayée, son visage révélant son angoisse. Tandis qu’Apollon, poussé par le désir amoureux, a l’air à la fois surpris et ravi. La branche de laurier qui pousse du corps de Daphné vient s'interposer juste devant les cuisses du dieu.
De fines ciselures sur la coiffure d’Apollon imitent une vraie chevelure. Des boucles finement ciselées sont faites de petites torsades. Le traitement de la coiffure de la nymphe est légèrement différent. L’artiste alterne un ciselé fin, avec une sorte de non finito renforçant l’effet réaliste de la chevelure.

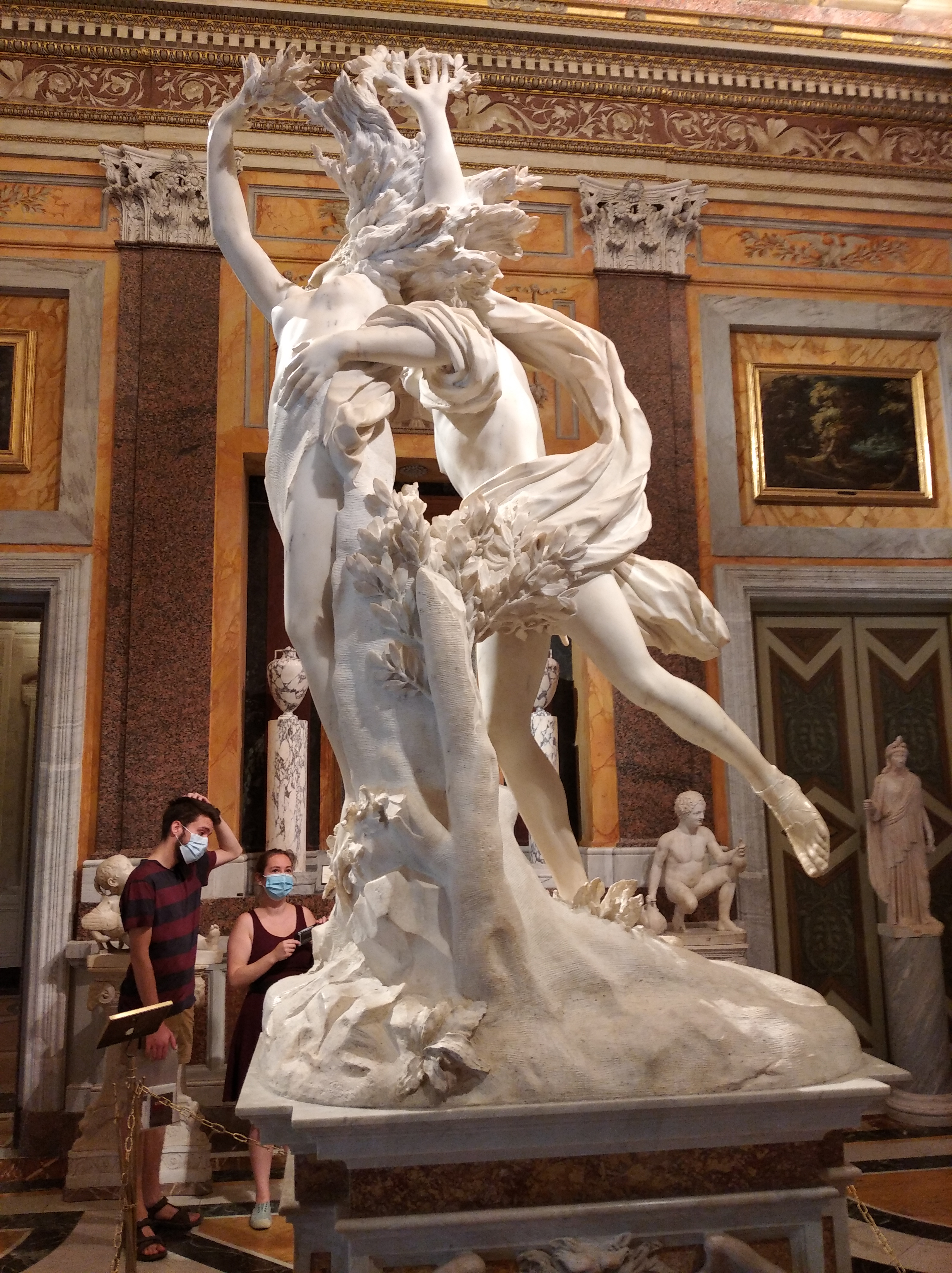
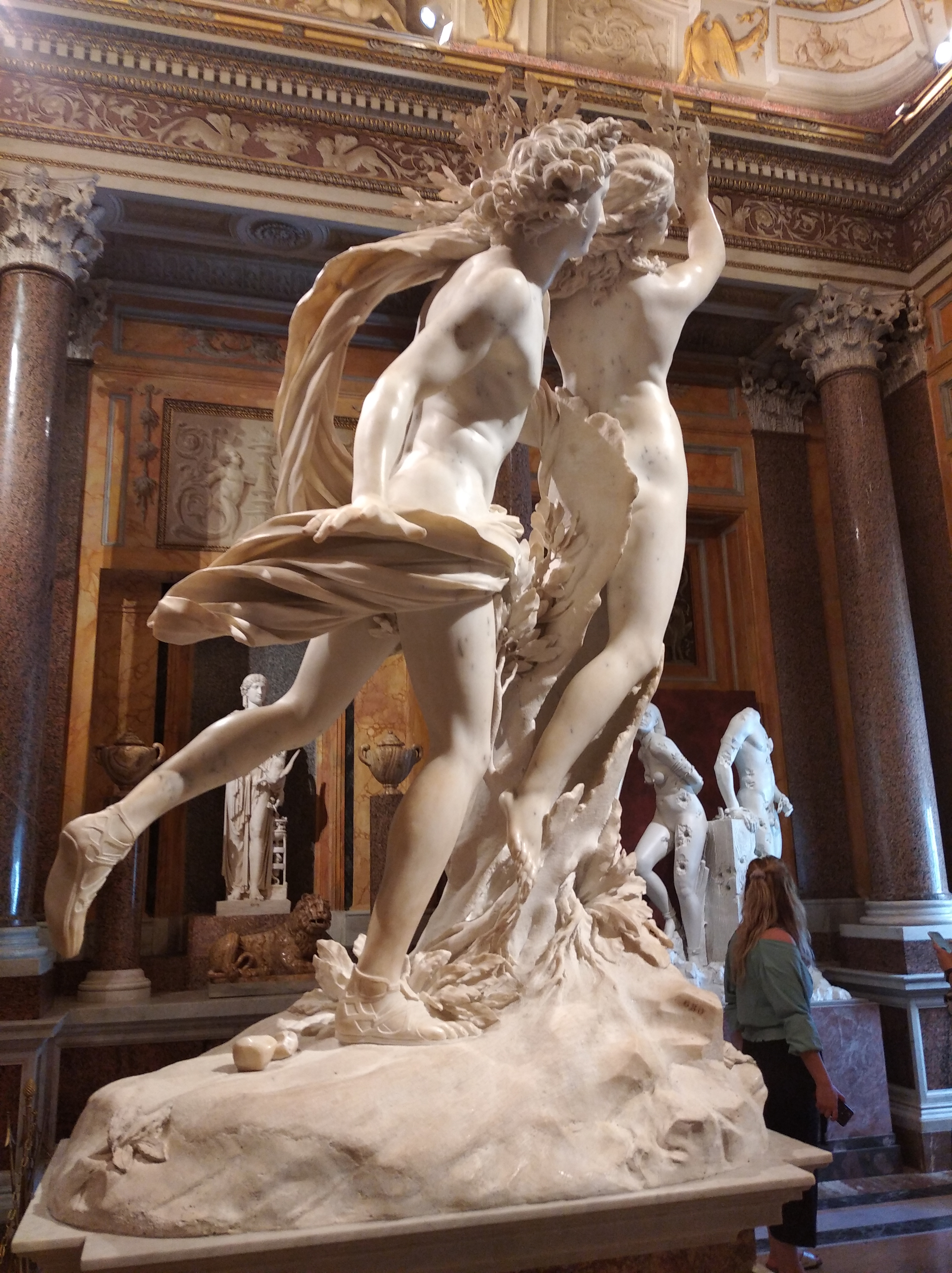

## Réception et critiques

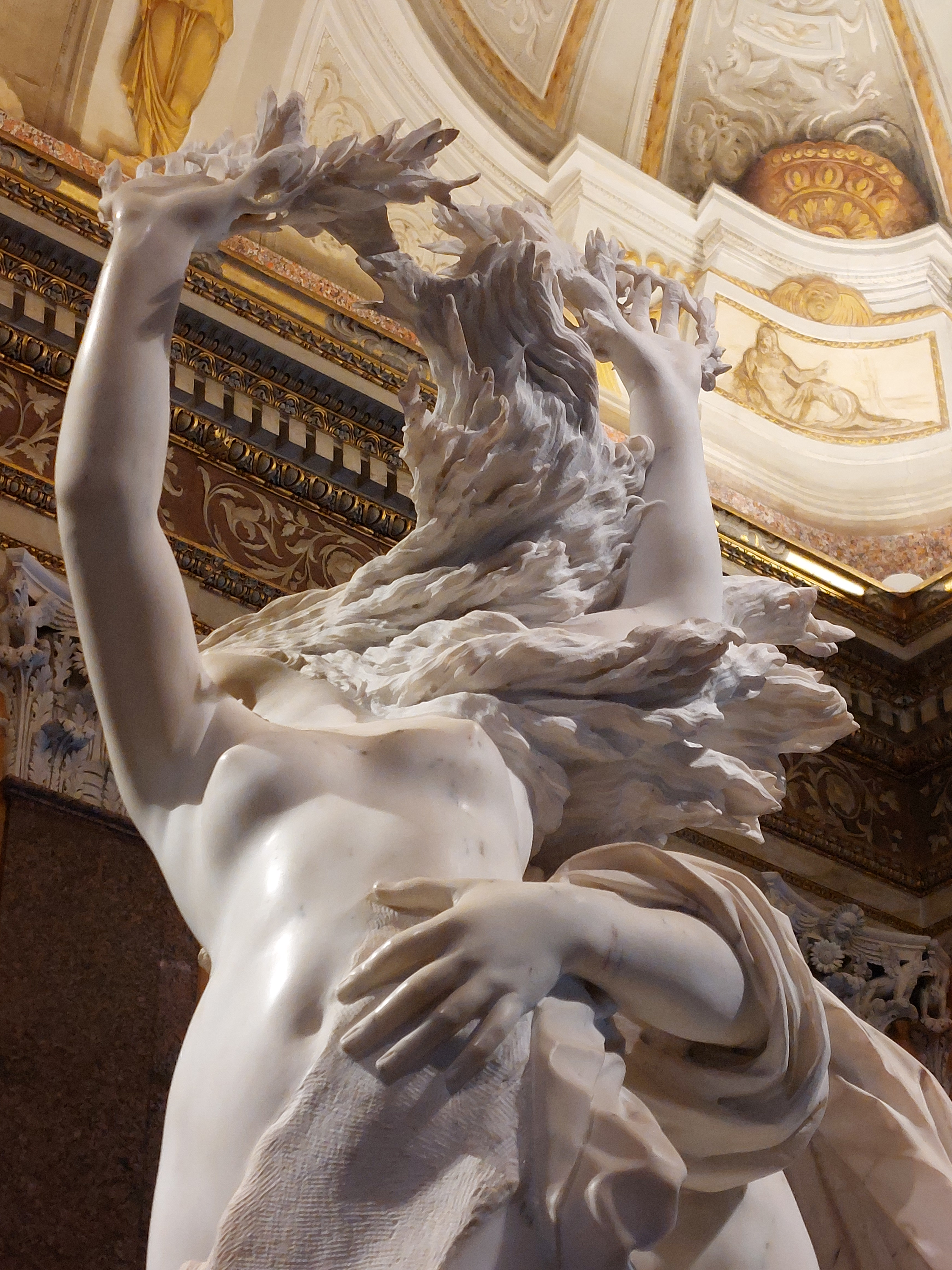
Détail.

Il est difficile de surestimer l'importance et l'effet immédiat des statues que Le Bernin a réalisées pour Scipione Borghese. Il a prouvé qu'il pouvait créer des images qui éblouissaient visuellement, racontaient une histoire avec beaucoup de drame et suscitaient des sentiments puissants. Ces statues avaient les qualités que l'Église recherchait et ont contribué à propulser Bernini comme le principal propagandiste visuel de la Contre-Réforme et le créateur le plus important de la Rome baroque. Son travail étant étroitement associé au mouvement baroque, sa fortune critique a souvent augmenté et diminué avec celle du baroque en général.
Apollon et Daphné connait un succès immédiat. Pierre Cureau de la Chambre, auteur de la plus ancienne biographie imprimée du Bernin, écrit : « Sa Daphnée, que l’on voit dans la vigne des Borghèse est unanimement considérée comme son chef-d’œuvre ». La « célèbre statue d'Apollon et Daphné » est également chaleureusement mentionnée dans la biographie officielle du Bernin écrite en 1682 par Philippe Baldinucci.
Le prestige dont jouit Apollon et Daphné ne diminue pas, même dans la maturité tardive de l'artiste : Paul Fréart de Chantelou raconte que lors de son séjour en France en 1665, le sculpteur mentionne le marbre au moins quatre fois, quarante ans après la création de l'œuvre, qui a un impact énorme, même après la mort de l'artiste. Johann Joachim Winckelmann la considère comme « de nature à promettre que grâce à elle la sculpture atteindrait sa splendeur maximale » ; même Leopoldo Cicognara, fier détracteur de ce qu'il considère comme la « corruption de l'époque baroque », n'ose pas remettre en question l'autorité de l'Apollon et Daphné.
L'appréciation positive d'Apollon et Daphné a perduré, survivant même au déclin de la réputation du Bernin après sa mort. Un voyageur français a commenté en 1839 que le groupe est « étonnant à la fois par le mécanisme artistique et par son élaboration, plein de charme dans l'ensemble et les détails ». Un journal littéraire du XIXe siècle la considère comme la seule œuvre du Bernin digne d'éloges durables. D’autres sont moins positifs. En 1829, un écrivain anglais note l'habileté technique du Bernin, mais ajoute que la sculpture « porte tout le manque de jugement, de goût et de connaissance de cette époque », critiquant ensuite l'apparence d'Apollon, trop semblable à un berger et pas assez à un dieu.
Les historiens plus récents sont beaucoup plus positifs. Robert Torsten Petersson qualifie le groupe statuaire de « chef-d'œuvre extraordinaire, imprégné d'une énergie qui émane des extrémités des feuilles de laurier, de la main et du drapé d'Apollon ». CD Dickerson III déclare que L'Enlèvement de Proserpine, David et Apollon et Daphné sont « largement considérés comme les points culminants de toute la carrière du Bernin — et même de toute la sculpture duXVIIe siècle ».